# Labubu (singel)
Labubu (styl. LABUBU) – singel promocyjny grupy influencerów Ekipa oraz Kacpra Błońskiego, który został wydany 8 czerwca 2025 za pomocą wytwórni Ekipa za pośrednictwem Believe Music.

## Geneza i historia wydania
Utwór został napisany przez Karola Wiśniewskiego, Hannę Puchalską, Kacpra Błońskiego, Jędrka Wołodko, Alana Kowalczewskiego oraz Wiktorię Bochnak. Natomiast za kompozycję i produkcję odpowiada Mateusz Zeżała, znany jako clearmind, zaś za miks i mastering odpowiada Grzegorz Burkat, znany jako FantØm. Wydanie został zrealizowany przez Jędrka Wołodko. Utwór wykonał Friz, Kacper Blonsky, Postirol, Kartonii oraz Hi Hania.
Singel ukazał się w formacie digital download oraz w streamingu 8 czerwca 2025 w Polsce. Za wydanie utworu odpowiada Ekipa w dystrybucji Believe Music.

## Twórcy
Opracowano na podstawie materiałów źródłowych.
- Friz – tekst, wokal
- Kacper Błoński – tekst, wokal
- Postirol – tekst, wokal
- Kartonii – tekst, wokal
- Hi Hania – tekst, wokal
- Clearmind, właśc. Mateusz Żezała – kompozycja, produkcja
- FantØm, właśc. Grzegorz Burkat – miks, mastering
- Jędrek Wołodko – realizacja

## Lista utworów
- Digital download[5]

1. „Labubu” – 3:04

## Teledysk
Do utworu powstał teledysk, który udostępniono 8 czerwca 2025 za pośrednictwem serwisu YouTube.

## Notowania
Utwór zadebiutował na 5. miejscu polskiej liście sprzedaży – OLiS.